# Sennhof (Chur)

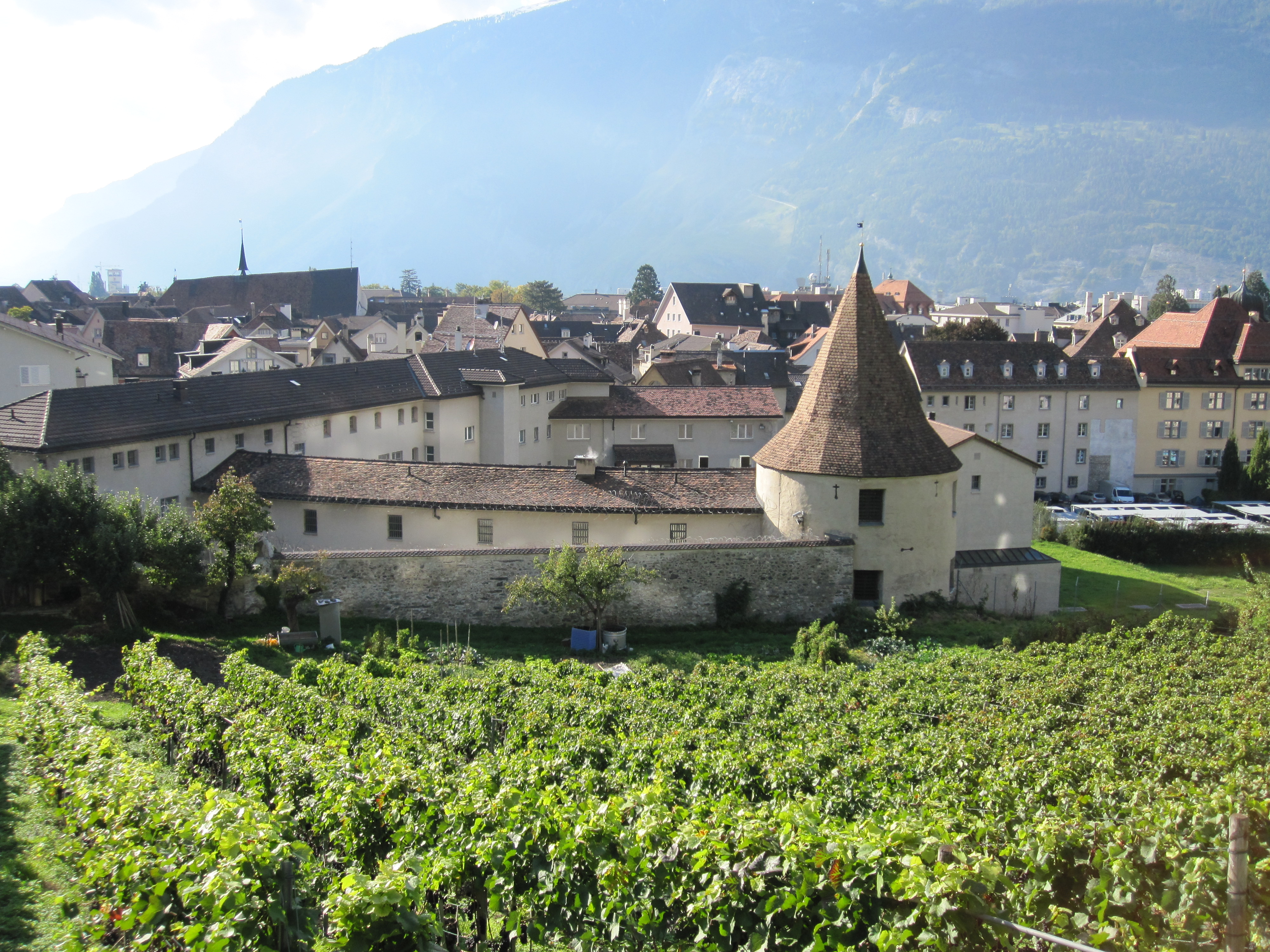
Sennhof in Chur

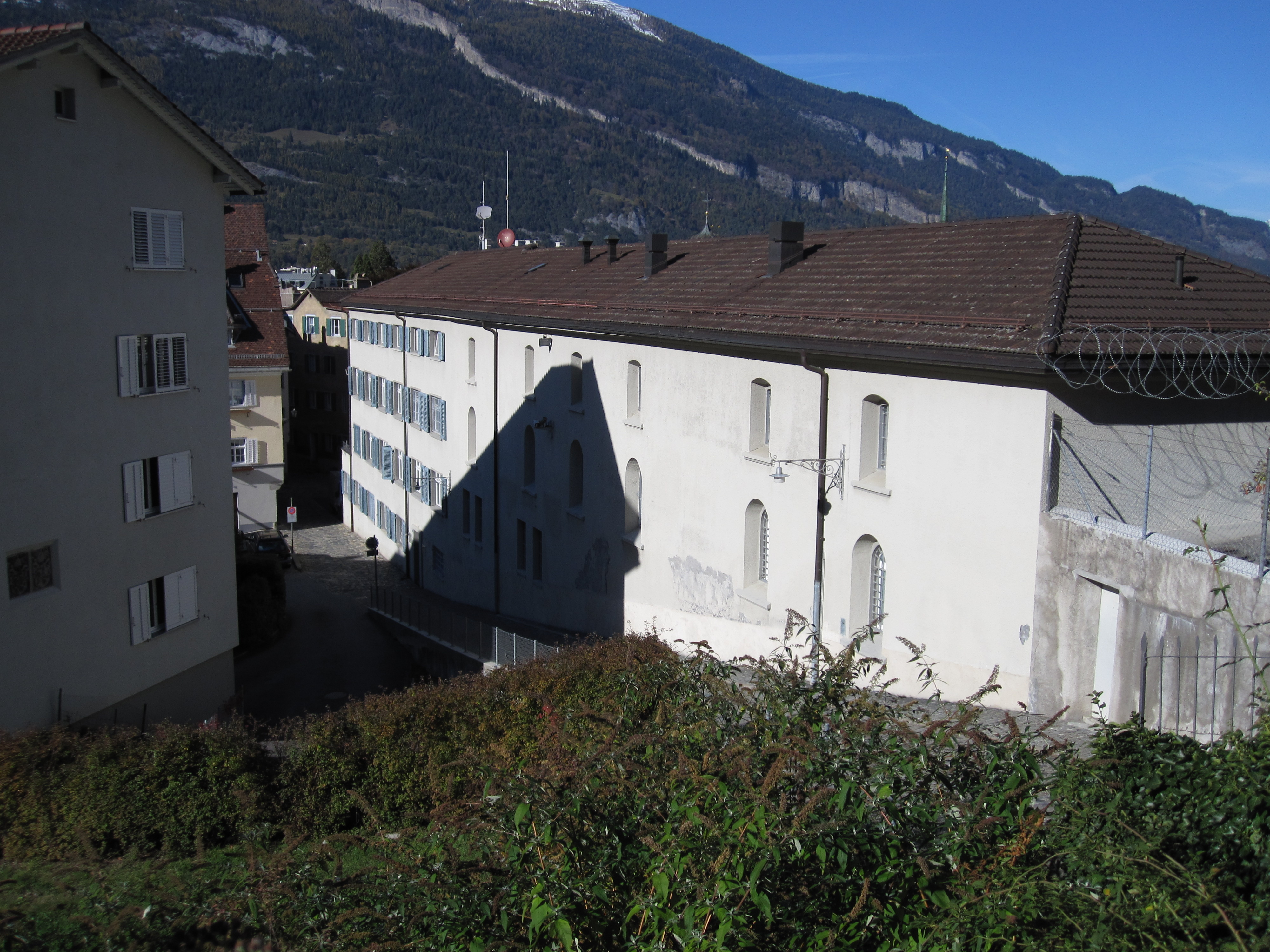
Sennhof

Der Sennhof in Chur war neben der Justizvollzugsanstalt Realta bei Cazis eine der beiden Strafanstalten des Kantons Graubünden. Er liegt am Rande der Altstadt zwischen dem Hof und der Regulakirche.

## Gebäude
Der Bau wurde 1603 unter dem Churer Stadtrat und bischöflichem Münzmeister Hans Jacob Wegerich (1562–1606) errichtet. Der Sennhof wurde zuerst als Wohnhaus verwendet sowie zum Teil als Landwirtschafts- und Seife produzierender Industriebetrieb.

## Die Strafanstalt
Die Geschichte der Strafanstalt Sennhof beginnt im Jahr 1817, als der junge Kanton Graubünden für etwa 40'000 Schweizer Franken das Grundstück samt Gebäude erwarb, es als Zuchtanstalt umnutzte und einen dort domizilierten Verhörrichter einsetzte. Von 1830 bis zum Abbruch 1963 bestand als Teil des Sennhofs das wegen seiner Platzverhältnisse berüchtigte Gelbe Blockhaus. 1934 wurde der Sennhof umfangreich ausgebaut. Ab 2003 verfügte der Sennhof auch über eine 20 Plätze umfassende Abteilung für Ausschaffungshaft.
Im Frühjahr 2020 wurde der Sennhof endgültig geschlossen, die verbliebenen Insassen wurden in die neue Justizvollzugsanstalt Cazis Tignez verlegt. Im Frühjahr 2023 wurde der Sennhof nach längerem Umbau als Wohnkomplex mit Gewerbeflächen, Ateliers, Museum, Restaurant und einem Hostel neu eröffnet.